# S-Klasse (1917)
Die S-Klasse war eine Zerstörerklasse, die von der Royal Navy 1917 bestellt wurde, als man erkannte, dass für den Krieg gegen Deutschland nicht unbedingt die größeren Zerstörer der V- und W-Klasse benötigt wurden. Zerstörer von der Größe der Modified Admiralty-R-Klasse würden für den Krieg gegen die Mittelmächte ausreichend sein. Der überarbeitete Entwurf wurde anfangs als modifizierte Trenchant-Klasse nach dem von White gebauten ersten Zerstörer dieser Variante bezeichnet. Wegen der insgesamt erheblichen Veränderungen wurden die 1917 bestellten Zerstörer dann doch einer eigenen Klasse zugeordnet.

Die auf Zerstörer spezialisierten Werften Thornycroft und Yarrows bauten auch von diesem Typ wieder Varianten nach eigenen Plänen.

## Baugeschichte
Nachdem die Navy erkannte, dass die Kaiserliche Marine keine Großzerstörer in großer Zahl produzierte, verzichtete man auf die Bestellung weiterer Zerstörer der V- und W-Klasse und ging bei den Bestellungen vom April und Juni 1917 wieder auf den zuvor gebauten kleineren Typ zurück. Die durch die Kriegserfahrung mit der L-, M- wie R-Klasse doch recht umfangreichen Änderungen wurden im Februar 1917 zu einem neuen Amtsentwurf einer S-Klasse zusammengefasst, womit die Rückkehr zu der älteren Entwicklungsreihe auch deutlich gemacht wurde. Die neu bestellten Zerstörer sollten alle Namen erhalten, die mit „S“ oder „T“ begannen. Allerdings hatten schon vierzig Zerstörer der R-Klasse Namen erhalten, die mit „S“ oder „T“ begannen und der Name von acht Schiffe der R-Klasse begann sogar mit „U“.

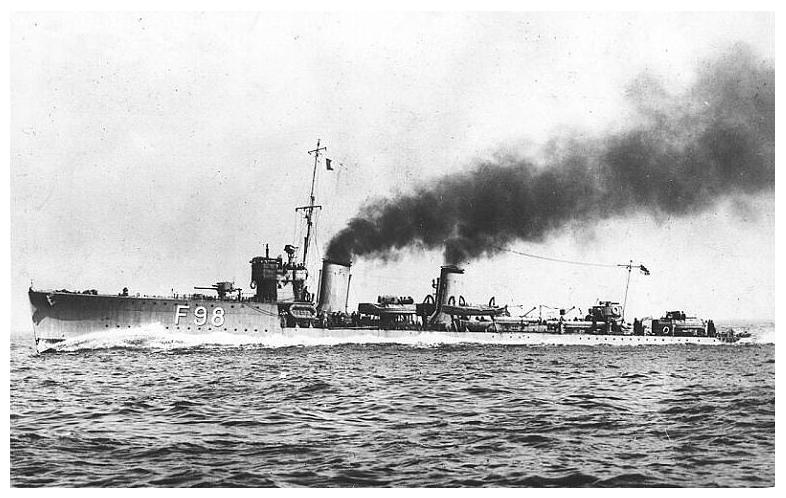
Die Tower von Swan Hunter, Modified Admiralty R-Klasse

Baubeginn der neuen Zerstörer war im April/Mai 1917, als bei John Brown, Thornycroft und Yarrow die ersten Kiellegungen erfolgten. Als erstes Schiff der neuen Klasse lief am 26. Januar 1918 die Simoom in Clydebank vom Stapel, die auch als erster Zerstörer der S-Klasse im April 1918 in den Dienst der Navy genommen wurde. Ihre Namensvorgängerin war ein auf derselben Werft gebauter Zerstörer der R-Klasse, der am 23. Januar 1917 als erstes Schiff der R-Klasse versenkt worden war. Auch eine Anzahl weiterer Zerstörer erhielten Namen von Kriegsverlusten. Alle beauftragten dreizehn Werften hatten zuvor schon Zerstörer für die Royal Navy gebaut, sieben von ihnen hatten die elf Schiffe des unmittelbaren Vorläufer-Modells gefertigt.
Alle Zerstörer der S-Klasse hatten zwei nahezu gleich hohe Schornsteine und ein langes Vorschiff, dessen Seiten gewölbt waren und hinter dem auf dem Hauptdeck ein hohes Brückenhaus stand. Sie hatten einen hohen Fockmast und einen kurzen achteren Hauptmast. Angetrieben wurden die meisten Boote von drei Yarrow-Kesseln und zwei Sätzen von Brown-Curtis-Getriebeturbinen. Nur die fünf bei White gebauten Zerstörer erhielten Kessel der Bauart White-Forster; mit Parsons-Turbinen wurden die vier Palmer-Boote und zwei der bei Swan Hunter gefertigten Schiffe ausgerüstet.

Die neuen Schiffe hatten eine Länge von 275 bis 276 ft über alles und von 265 ft (80,77 m) zwischen den Loten. Damit entsprachen sie den Vorgängertypen seit der Laforey-Klasse. Auch die Breite von 26 ft 8 in (8,12 m) und der Tiefgang von normal 9 ft unterschied die neuen Zerstörer nicht von ihren Vorläufern. Die beiden Getriebeturbinensätze konnte bis zu 27.000 PS erzeugen und trieben zwei Propeller an. Sie gaben den Zerstörern eine theoretische Höchstgeschwindigkeit von 36 kn. Die Verdrängung der Zerstörer betrug 1075 long tons bei normaler Zuladung und 1220 long tons bei voller Zuladung.
Die Bewaffnung der Zerstörer bestand aus drei 4-in-102-mm-Mk.IV-Schnellfeuergeschützen auf der Mittellinie der Schiffe (ein Geschütz auf dem Vorschiff, eines zwischen den Schornsteinen und eines achtern auf einer erhöhten Plattform). Dazu kamen eine einzelne 2-pounder-(40-mm)-„pom-pom“-Flak vor dem Hauptmast sowie zwei Torpedorohr-Zwillingssätze für 21-in-(533-mm)-Torpedos hintereinander auf dem Achterschiff.
Vor dem Brückenhaus hatten die ersten Neubauten anfangs noch zwei einzelne leichte Torpedorohre für 14-Zoll-(?)-Torpedos, die einen sehr eingeschränkten Feuerbereich nach vorn hatten, sich aber im Einsatz nicht bewährten und bald auf fast allen Schiffen wieder entfernt wurden. Die Besatzung der Schiffe sollte 90 Mann betragen.
Insgesamt wurden Anfang April und Ende Juni 1917 von der Royal Navy 67 Zerstörer der S-Klasse bestellt. Trotz der wenigen Neuerungen und der Vertrautheit der Werften mit dem Grundentwurf wurden bis zum Kriegsende nur ein Teil der beiden Aufträge abgeschlossen.

### Yarrow S-Klasse
Yarrow Shipbuilders in Glasgow-Scotstoun bauten sieben Zerstörer der S-Klasse nach Aufträgen vom April bzw. Juni 1917 als specials, die zwischen Mai 1918 und Dezember 1919 fertiggestellt wurden. Diese Zerstörer hatten erneut keine Getriebeturbinen wie schon die specials, die zeitgleich zur R-Klasse bestellt und gebaut wurden. Die Yarrow-S-Zerstörer waren kleiner als die Zerstörer des Admiralitätsentwurfs und verdrängten 930 t bei einer Länge von 269 ft 6 in (82,14 m) über alles, 260 ft 3 in (79,3 m) (p.p.), einer Breite von 2 ft 9 in (7,84 m) und einem Tiefgang 9 ft (2,75 m). Der Treibstoffvorrat der Boote war etwa 50 ts geringer gegenüber den Standardbauten mit 200 bis maximal 256 tons. Die etwa 2 m kürzeren Zerstörer hatten ein kürzeres Vorschiff und das typische abfallende Heck der meisten von Yarrow gebauten Zerstörer.

### Thornycroft S-Klasse
Auch der Werft John I. Thornycroft & Company in Southampton-Woolston wurde erlaubt, ihre fünf Bauaufträge nach abgeänderten Entwürfen als „specials“ zu bauen. Die zwischen August 1918 und Dezember 1919 fertiggestellten Thornycroft-S-Zerstörer verdrängten 1087 tons und waren geringfügig größer als die Schiffe des Admiralitäts-Entwurfs. Sie hatten eine Länge von 275 ft 9 in über alles (266 ft 9 in p.p.), waren 27 ft 4 in breit und hatten einen Normal-Tiefgang von 9 ft. Der Treibstoffvorrat konnte bis zu 350 ts betragen. Bei der Maschinenanlage und der Waffenausstattung gab es keine Abweichungen. Das Geschütz auf dem Vorschiff hatte allerdings einen leicht erhöhten Stand, auch waren die Schornsteine etwas höher und die Zerstörer kamen etwas höher aus dem Wasser als die Zerstörer nach dem Admiralitäts-Entwurf. Die Thornycroft-Boote Tobago und Speedy übertrafen bei ihren Testfahrten 38 kn.

## Nutzung bis 1939

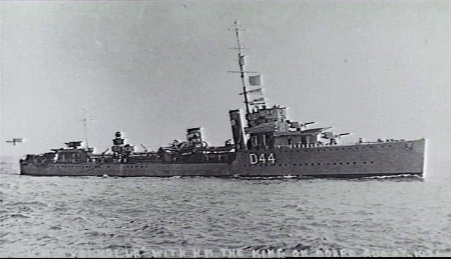
Die HMS Valhalla,
2nd Leader der 12th DF

Beim Waffenstillstand waren 27 Schiffe der Klasse bei Einsatzverbänden der Royal Navy:
bei der Grand Fleet hatten

die 12th Destroyer Flotilla mit Scimitar, Scotsman, Scout, Scythe, Seabear, Sepoy, Simoom, Sirdar, Speedy, Tomahawk, Torch, Trinidad und Tryphon dreizehn S-Zerstörer neben Mischief und Munster der M-Klasse sowie Vivien, Waterhen, Winchester, Wolsey, Wrestler der V- und W-Klasse und den „Leadern“ Saumarez und Valhalla zur Verfügung;

die 14th Destroyer Flotilla mit Sabre, Seafire, Seraph, Somme, Sparrowhawk, Splendid, Tactician und Tobago acht S-Zerstörer neben 22 der M-Klasse, einem der R-Klasse und drei Zerstörern der V- und W-Klasse sowie den Leadern Vampire und Anzac im Einsatz. 

Dazu verfügte die 10th Destroyer Flotilla der Harwich Force über die Swallow der S-Klasse und mit Senator, Sikh, Shark, Tilbury und Tribune befanden sich fünf weitere schon bei der 5th Destroyer Flotilla der Mediterranean Fleet in Mudros.

Fünf weitere Zerstörer der Klasse befanden sich im Abnahme- und Ausbildungsverfahren kurz vor der Zuteilung zu Einsatzverbänden (Searcher, Sportive, Tara, Trojan und Tumult).
Von März bis Mai 1919 befand sich eine Zerstörer-Division unter Commander A.B. Cunningham auf der Seafire mit Scotsman, Scout und Seabear in der Ostsee beim Geschwader des Konteradmirals Walter Cowan und unterstützte die Lettische Unabhängigkeitsbewegung gegen Angriffe deutscher Truppen und Einheiten der weißen Russen, teilweise zusammen mit dem Flottillenführer und schnellen Minenleger Abdiel. 

Im Juli 1919 war die 6th Destroyer Flotilla der Mediterranean Fleet die einzige Flottille der Navy die voll einsatzbereit mit 16 Zerstörern der S-Klasse. Die in Rosyth stationierte 7th Destroyer Flotilla war ebenfalls nur mit Zerstörern der S-Klasse ausgerüstet; aber nur fünf der 16 Zerstörer waren voll ausgestattet und ausgerüstet. Von der 3rd DF der Atlantic Fleet und der 4th DF der Home Fleet wurden drei weitere S-Zerstörer eingesetzt. Drei weitere waren Hilfsschiffe verschiedener Schulen.
Andere befanden sich in der Nore, Portsmouth und Plymouth in der Reserve und zehn Schiffe der Klasse befanden sich noch im Bau.
Im Laufe des Jahres 1920 unterstützten die S-Zerstörer der 7th DF im Schwarzen Meer die Truppenbewegungen der Weißen Truppen im Russischen Bürgerkrieg. Meist mussten die Zerstörer die Evakuierung Weißer Truppen sichern, die Odessa, Noworossijsk und die Krim räumen mussten. Bei diesen Einsätzen lief die Tobago am 12. November auf eine Mine, deren Explosion ein großes Loch in den Maschinenraum des Zerstörers riss. Der Kreuzer Calypso schleppte den schwer beschädigten Zerstörer nach Istanbul, wo eine Notreparatur durchgeführt wurde, um die Tobago zur Marinewerft nach Malta überführen zu können. Das Schlachtschiff Centurion schleppte den Zerstörer zum britischen Hauptstützpunkt im Mittelmeer, wo die Untersuchung des Schiffes ergab, dass eine Reparatur des Schiffes völlig unwirtschaftlich sei.
1921 wurden die britischen Zerstörer-Flottillen neu organisiert. Die Flottillen bestanden künftig aus je einem Leader und acht Zerstörern. Die Zerstörer der S-Klasse wurden bei der Mediterranean Fleet in der 7th und 8th Flotilla organisiert, die sich aus dem „leader“ Stuart und den Zerstörern Shark, Sikh, Sepoy, Trinidad, Tribune, Spear, Sparrowhawk und Senator (7th DF) beziehungsweise dem Leader Montrose und den Zerstörern Sidar, Sportive, Splendid, Tourmaline, Seraph, Serapis, Somme und Swallow (8th DF) bildeten.

Neben den 16 Zerstörern der beiden Mittelmeer-Flottillen waren im Januar 1923 noch vier weitere Zerstörer der Klasse im aktiven Dienst der Navy. Seawolf und Tilbury bildeten das Queenstown Command zur Sicherung der irischen Vertragshäfen; Tara und Truant dienten als Tender bei der Torpedoschule in Devonport bzw. in Portsmouth. 

Noch nicht fertiggestellt war die Shikari, die als letztes Schiff der Klasse im April 1924 ohne Bewaffnung als Funkleitboot für ein ferngesteuertes Zielschiff in Dienst gestellt wurde.

Verloren hatte Royal Navy neben der vorgenannten Tobago durch Unfälle vor der anatolischen Küste mit Tryphon im Mai 1919, Stonehenge im November 1920 sowie Senator und Speedy im September 1922 noch vier weitere Zerstörer der Klasse. Dazu hatte sie im Januar 1920 mit Stalwart, Success, Swordsman, Tasmania und Tattoo fünf Zerstörer an die Royal Australian Navy abgegeben.
Die anderen Schiffe befanden sich nach kurzer oder gar keiner Dienstzeit in Nore (8 Schiffe), Portsmouth (9), Plymouth (16) und Malta (4) in der Reserve.
Die 7th Flotilla kam im Juli 1923 zur Atlantic Fleet; in der Heimat wurde sie 1925 zur 9th Flotilla umbenannt und im Februar 1926 Teil der Flottenreserve. Die 8th Flotilla wurde im Oktober 1923 in die Heimat versetzt und wurde mit reduzierter Besatzung Teil der Atlantic Fleet. 1927 wurde die Flottille wieder aktiviert, um auf der China Station die britischen Niederlassungen, insbesondere in Shanghai, zu schützen. Im gleichen Jahr gab die Royal Navy die Thornycroft-S-Specials Torbay und Toreador an die Royal Canadian Navy ab, die sie als HMCS Champlain und Vancouver in Dienst nahm.

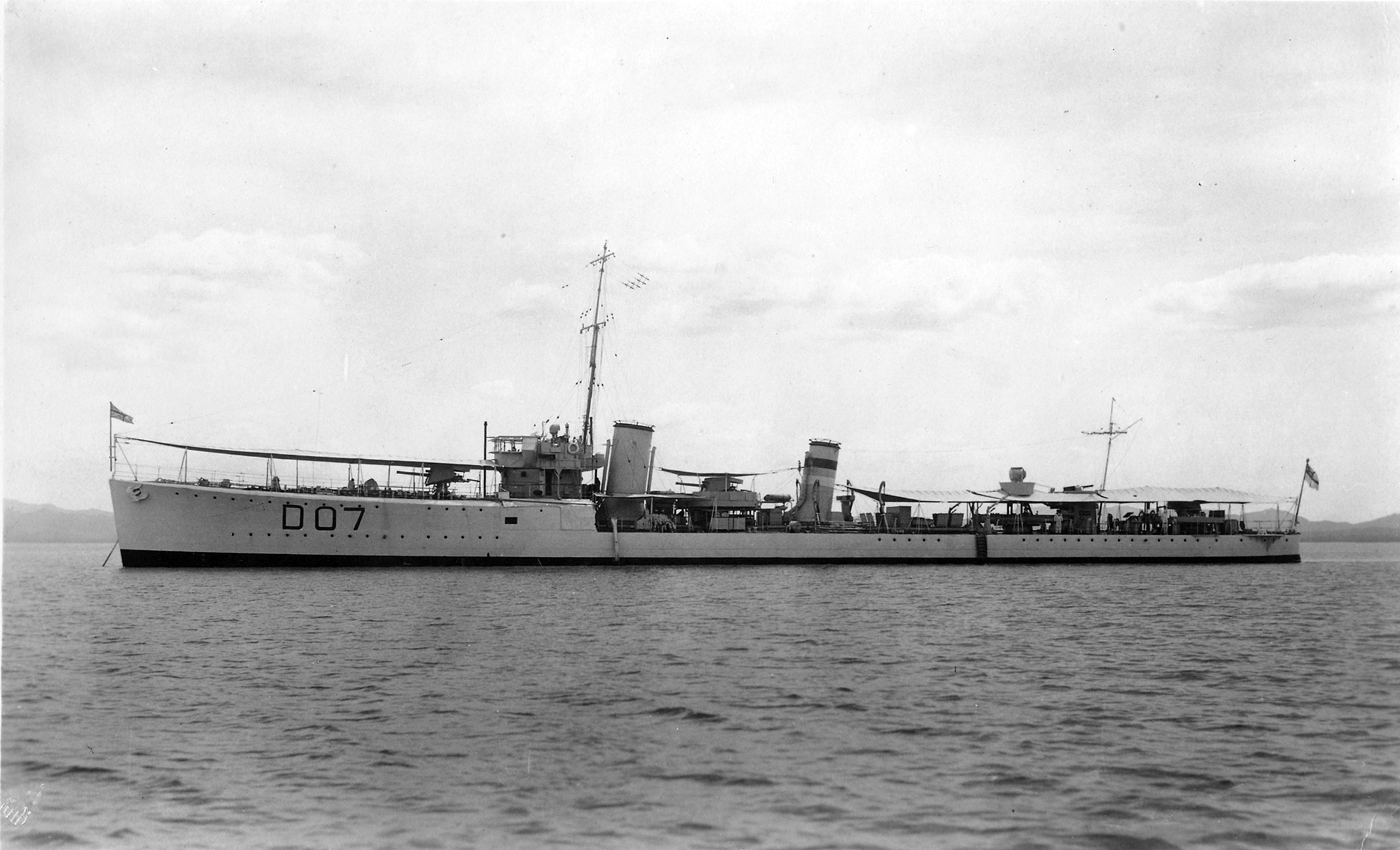
Somme in China

Im Oktober 1930 gehörten zur 8th Destroyer Flotilla (China Station) der „Leader“ Bruce; Sepoy, Seraph, Sirdar, Somme, Serapis, Sterling, Stormcloud und Thracian. Neben diesen acht Zerstörern der 8. Flottille dienten vier weitere S-Zerstörer als Wachschiffe: Splendid und Tourmaline in Gibraltar sowie Seawolf und Scythe in den irischen Vertragshäfen. Für Hilfsaufgaben wurden mit Shikari, Tara, Truant und Sesame vier weitere Schiffe der S-Klasse eingesetzt.
In der Reserve befanden sich in Plymouth drei, in der Nore eins, in Portsmouth drei und in Rosyth 27 Schiffe der Klasse.
1931 wurden in der 8th Flotilla in China die Zerstörer der S-Klasse durch Schiffe der V- und W-Klasse ersetzt. Die in die Heimat überführten S-Zerstörer wurden dort außer Dienst gestellt. 1933 erreichte die aktive Zeit der S-Klasse ihren Tiefpunkt, als nur noch fünf dieser Klasse im aktiven Dienst waren: Shamrock und Searcher waren nun als Wachschiffe in Gibraltar, die Shikari diente als Funkleitboot und Stronghold und Sardonyx waren Tender in Portsmouth.
Ab 1936 gab es eine zusätzliche Aufgabe für Zerstörer der Klasse mit der Bildung der Local Hongkong Flotilla, der 1936 die Thrakian und 1937 dazu Tenedos, Thanet und Scout zugeteilt wurden. Bis 1940 sollten in Hongkong acht der alten Zerstörer stationiert werden.
Von den 67 fertiggestellten Zerstörern der S-Klasse hatte Royal Navy zwischen 1919 und 1922 vier durch Schäden während des aktiven Diensts verloren:
- Tryphon, die am 5. Mai 1919 vor Tenedos gestrandet war, erst nach Monaten abgebracht, war eine Reparatur nicht mehr wirtschaftlich[4], ein Turbinensatz in Tomahawk eingebaut
- Stonehenge, die am 6. November 1920 nahe Smyrna auflief;[5]
- Tobago, die am 12. November 1920 einen Minentreffer im Schwarzen Meer erhielt; sie vor.[6]
- Senator, die am 4. September 1922 nahe Smyrna strandete sowie
- Speedy, die am 24. September 1922 nach einer Kollision im Marmara-Meer sank.[7]

Mit Fairfield's Spear und Sikh sowie den Yarrow-specials Tomahawk, Tumult und Torch wurden schon in den 1920er-Jahren auch noch fünf weitere abgebrochen.

Als Ende 1930 der Londoner Flottenvertrag in Kraft trat, begrenzte er die Zerstörerflotte der Royal Navy auf 150.000 tons. Da die Navy Neubauten beschaffte, mussten ältere Schiffe wegen der Obergrenze ausgesondert und abgebrochen werden. Da die Einheiten der V- und W-Klasse als besser nutzbar eingeschätzt wurden, wurden jetzt vor allem Zerstörer der S-Klasse zum Abbruch verkauft (dreizehn 1931, neun 1932, sechs 1934 und zehn 1935). Obwohl der Londoner Vertrag schon 1936 auslief, folgten 1936, 1937 und 1938 weitere Verkäufe, auch weil 24 ältere Zerstörer verschiedener Klassen als Schrott-Ersatzmasse für den Ankauf der zum Abbruch bestimmten Majestic abgeben wurden.
So verblieben letztlich nur elf Zerstörer der S-Klasse, die dann im Zweiten Weltkrieg zum Einsatz kamen, von denen sich beim Kriegsausbruch sechs in den europäischen Gewässern befanden (Shikari, Sabre, Sturdy, Scimitar, Saladin, Sardonyx) und fünf im Fernen Osten (Thanet, Thracian, Tenedos, Scout und noch auf dem Ausmarsch Stronghold) stationiert waren.

### Dienst in Marinen der Dominions

#### Royal Australian Navy

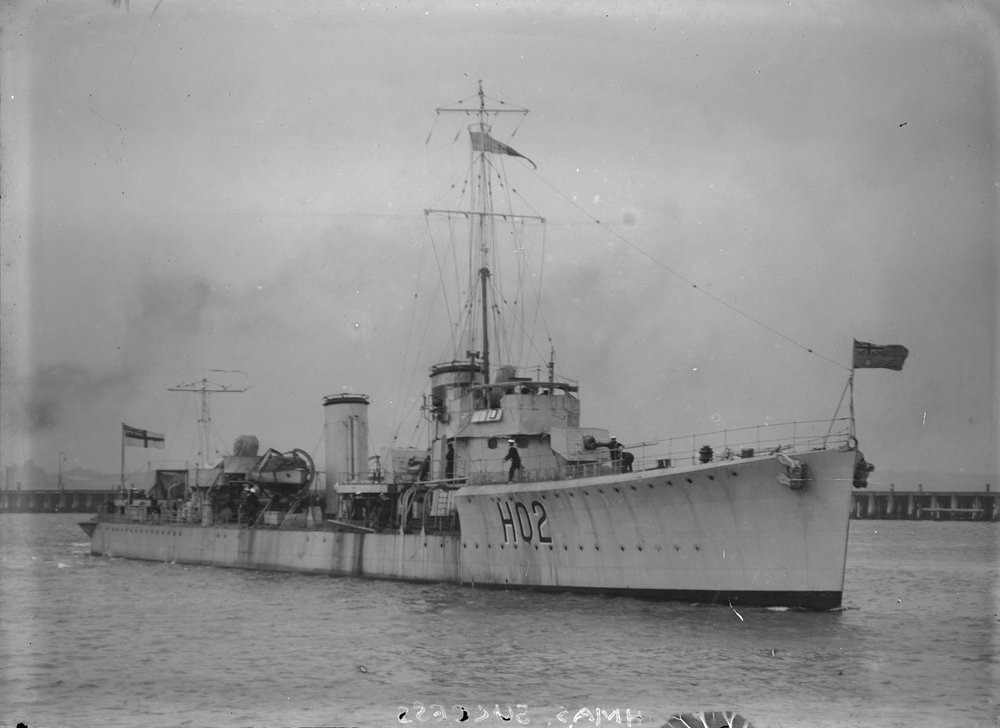
Die HMAS Success

Im Juni 1919 verschenkte die britische Regierung etliche Schiffe an die Royal Australian Navy als Kern für die Modernisierung ihrer Flotte. Hauptteil waren die fünf Zerstörer der Admiralty-S-Klasse Stalwart, Success, Swordsman, Tasmania und Tattoo, dazu der Leader Anzac, sechs U-Boote der J-Klasse sowie drei sich bereits in Australien befindende Minensucher der Flower-Klasse (sog. „gift fleet“).
Die fünf Zerstörer hatten noch keinen aktiven Dienst absolviert. Nachdem die australische Marine für die Schiffe Besatzungen als mehrjährige Freiwillige gewonnen hatte, wurden die fünf Zerstörer und die Anzac am 27. Januar 1920 in Devonport in den Dienst der australischen Marine übernommen. Am 20. Februar begann die Ausreise der Zerstörer nach Australien. Ein Schraubenschaden der Anzac erzwang einen Rückmarsch des Leaders, der dann mit der Stalwart dem Verband ab 10. März wieder folgte und in Colombo wieder aufschloss. Am 29. April erreichten die sechs Schiffe Sydney.
Es sollte die letzte Auslandsreise der Zerstörer sein. Sie verbrachten die meiste Zeit in der Reserve oder im Seegebiet um Sydney. Die schlechte wirtschaftliche Lage nach dem Weltkrieg führte zu einer derartigen Budgetknappheit, dass die Boote allenfalls – und auch dies nur selten – bis zum ehemals deutschen Neuguinea liefen. Es waren meist nur drei Boote im Dienst. Die Stalwart, die im Juni/Juli 1924 Neuguinea besucht hatte, befand sich seit dem 1. Dezember 1925 in der Reserve; die Tasmania seit dem 9. Januar 1928; die Swordsman seit dem 21. Dezember 1929 und die Success seit dem 21. März 1930. Die Tattoo, die im September 1932 Neuguinea und die Salomonen besucht hatte, wurde bis zum Juni 1936 noch für Trainingsfahrten genutzt, obwohl die Australian Navy seit Dezember 1933 mit der HMAS Stuart und den Zerstörern Vampire, Vendetta, Voyager und Waterhen über einen neuen Zerstörerverband verfügte.
 Am 4. Juni 1937 wurden die fünf australischen Zerstörer der S-Klasse zum Abbruch verkauft, der im Sydneyer Stadtteil Balmain erfolgte, die ausgeschlachteten Rümpfe von Swordsman und Stalwart wurden 1939 vor Sydney versenkt.

siehe auch HMAS Swordsman mit weiteren Quellen

#### Royal Canadian Navy

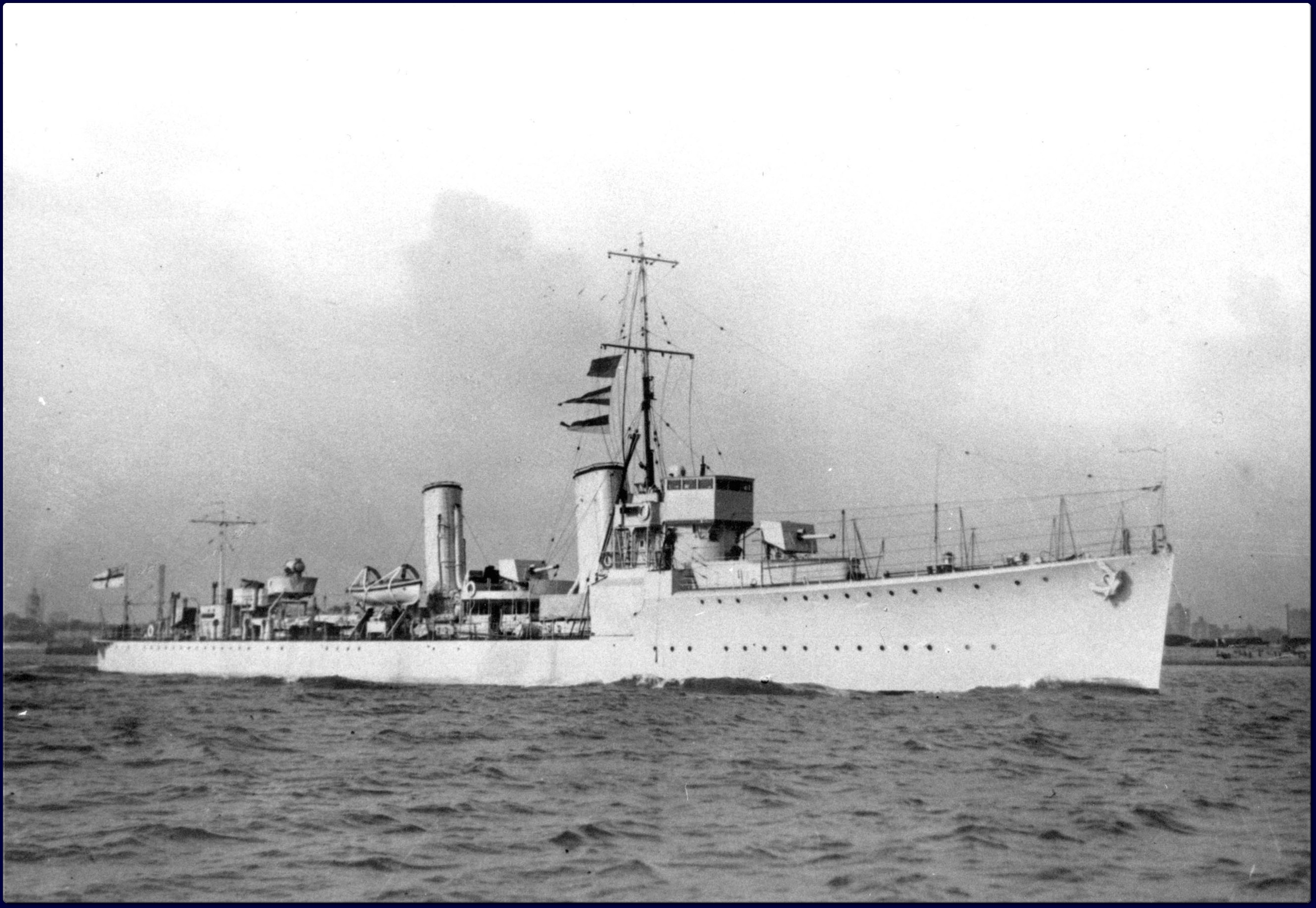
Die HMCS Vancouver mit dem erhöht aufgestellten Buggeschütz der Thornycroft-S-Klasse

Die beiden Thornycroft-Specials Torbay und Toreador wurden 1927 an die Royal Canadian Navy verliehen. Sie ersetzten die zuvor geliehenen Zerstörer Patrician und Patriot der Thornycroft-M-Klasse. Sie wurden am 1. März 1928 in Portsmouth als Champlain und Vancouver in Dienst gestellt und trafen im Mai dann in Kanada ein. Gleichzeitig bestellte die Canadian Navy mit HMCS Saguenay und HMCS Skeena zwei Neubauten bei Thornycroft, die 1931 ausgeliefert wurden.
Die Champlain wurde an der kanadischen Ostküste stationiert, die Vancouver wurde an die pazifische Westküste verlegt. Beide führten Trainings mit Reservisten durch und beteiligten sich auch an den Frühjahrsübungen der Home Fleet in der Karibik.
Am 25. November 1936 wurden die beiden Zerstörer außer Dienst gestellt und 1937 in Canada abgebrochen. Als Ersatz erwarb die Royal Canadian Navy Zerstörer der C-Klasse, von denen am 17. Februar Fraser und St. Laurent (ex Crescent und Cygnet) übernommen wurden.

## Dienst im Zweiten Weltkrieg
Beim Kriegsausbruch bildeten Thanet, Thracian, Tenedos und Scout die Hongkong Destroyer Flotilla. Auf dem Weg zu dieser Flottille befand sich die Stronghold, die am 2. September Malta auf dem Weg nach Singapur über Suez verließ. In der Heimat befanden sich die Shikari, das unbewaffnete Funkleitschiff für das ferngesteuerte Zielschiff Centurion, in Devonport und die Sabre, seit 1938 entwaffnetes Zielschiff für Luftangriffe auf See, in Scapa Flow, die beide wieder bewaffnet werden mussten, um als Geleitzerstörer eingesetzt zu werden. Sturdy und Saladin gehörten zur Reserve in Portsmouth, wo Sardonix und Scimitar nach einer großen Reservistenübung im Sommer weiterhin bei der Hafenflottille im Dienst waren.
Sturdy, Scimitar und Sardonyx sollten 1939/40 nach Hongkong verlegt werden und dort eine vollständige Flottille zu bilden.

### Einsätze in europäischen Gewässern
Die sechs in der Heimat vorhandenen Zerstörer der S-Klasse musste für die geplanten Einsätze als Geleitzerstörer hergerichtet werden und wurden dann für verschiedene kleinere Aufgaben im britischen Küstenbereich eingesetzt. Die Sturdy sollte 1939 doch noch nach Ostasien ausreisen und begann die Reise im November mit dem alten Flugzeugträger Argus, der ins Mittelmeer verlegt wurde, um vor Toulon britische Trägerpiloten auszubilden. Die Sturdy blieb im Mittelmeer und diente dem Träger bis zu seinem Abzug im Juni 1940 als Sicherungszerstörer. Im Mai 1940 gehörten Sabre, Scimitar und Shikari zur 16th Destroyer Flotilla in Harwich und Saladin zur 11th Destroyer Flotilla in Devonport; die Sardonyx befand sich zur Überholung auf einer Privatwerft. Die vier einsatzbereiten Zerstörer waren ab dem 28. Mai 1940 an der Operation Dynamo beteiligt. Schon am zweiten Tag wurde die Saladin durch einen deutschen Luftangriff schwer beschädigt und fiel aus. Am 30. erhielt die Sabre einen Bombentreffer, am 31. auch die Scimitar; am 1. Juni wurde die Shikari beschädigt und die Sabre erneut am 2. Juni. Die Sabre gehörte mit zehn Fahrten und fast 6000 Evakuierten zu den erfolgreichsten bei der Evakuierung von Dünkirchen eingesetzten Einheiten, die Scimitar evakuierte auf sechs Fahrten 2716 Mann, die Shikari auf sieben Fahrten 3349 Mann und sie war die letzte Einheit der Royal Navy, die Dünkirchen am frühen Morgen des 4. Juni 1940 verließ, als deutsche Truppen sich bis auf 5 km dem Hafen genähert hatten.

Bei den anschließenden Evakuierungen alliierter Streitkräfte und wichtiger Personen aus anderen französischen Häfen wie Le Havre, Cherbourg, Brest, kamen die Zerstörer – so weit einsatzbereit – auch wieder zum Einsatz.

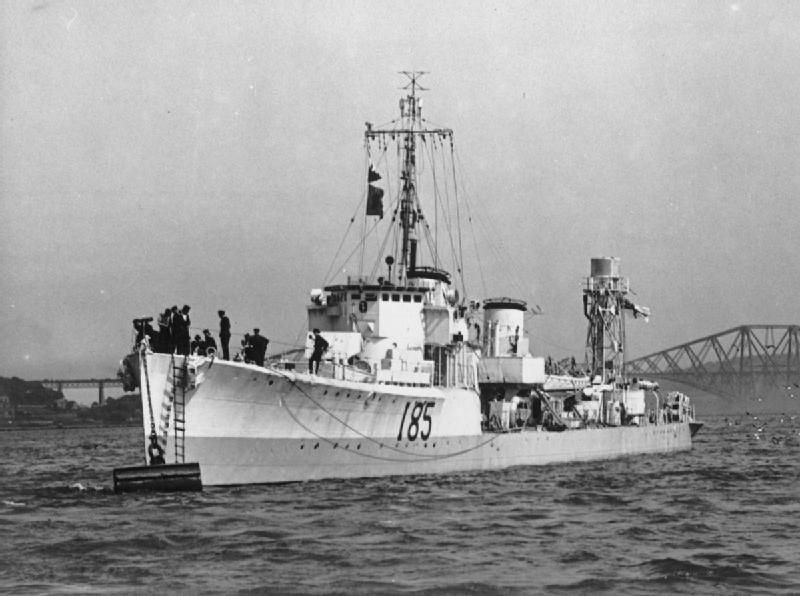
Die Shikari mit Radar, 1942

Die S-Zerstörer bildeten im Juni 1940 dann die 22nd Destroyer Flotilla in Portsmouth, zu der auch noch die Skate, der letzte R-Zerstörer der Navy, und die Acheron gehörten, die im Kanal gegen einen deutschen Invasionsversuch eingesetzt werden sollte. Schon im Herbst wurden die alten Zerstörer aber zu Sicherungseinsätzen an ein- und auslaufenden Konvois eingesetzt. Bei einem derartigen Einsatz erlitt die Sturdy in einem schweren Sturm am 30. Oktober Schiffbruch an der Westküste Schottlands.

Für diese Einsätze gegen U-Boote wurden die Zerstörer nach und nach umgerüstet. Bis auf das 102-mm-Buggeschütz gaben sie ihre Artillerie- und Torpedobewaffnung ab. Zur Flugzeugabwehr erhielten sie zwischen den Schornsteinen zwei nebeneinander stehende schwere MG-Vierlinge und eine 12-pounder-Flak an Stelle des vorderen Torpedorohrsatzes und auf dem Achterschiff acht Wasserbombenwerfer und zwei Ablaufschienen für Wasserbomben, von denen bis 70 mitgeführt wurden. Dazu wurden die Zerstörer mit Sonar und bis 1942 auch mit Radar-Geräten ausgerüstet. Durch die Umrüstung erhöhte sich die Verdrängung der Zerstörer auf bis zu 1400 ts. Diese Überladung verursachte ein schlechtes Seeverhalten der Zerstörer bei den rauen Bedingungen des Nordatlantiks. Die Zerstörer wurden aus Londonderry bei verschiedenen Escort-Groups eingesetzt. Von 1942 bis 1944 bildeten sie dann die auf Island stationierte 21st Escort Group, die nicht nur an Geleitzügen, sondern auch bei Minenleger-Operationen für die Northern Barrage eingesetzt. Ihre Bewaffnung wurde nochmals verändert durch den Ersatz der Fla-MG-Vierlinge durch vier einzelne 20-mm-Oerlikon-Kanonen und eine Reduzierung der Wasserbombenwerfer.
Nur der Scimitar wurde die Beteiligung an der Versenkung eines U-Bootes zuerkannt: sie war bei der Sicherung des Konvois HX 133 am 29. Juni 1941 an der Vernichtung von U 651 auf 59º52'N, 18º36'W südlich von Island zusammen mit dem Zerstörer Malcolm, den Korvetten Arabis und Violet der Flower-Klasse sowie dem Minensucher Speedwell beteiligt.
1944 wurden die Zerstörer in die britischen Küstengewässer versetzt und schieden ab August 1944 aus dem Frontdienst aus. Im Mai 1945 war nur noch Sabre im aktiven Dienst. Nach dem Kriegsende in Europa wurden die hier vorhandenen fünf Zerstörer der S-Klasse außer Dienst gestellt und zum Abbruch verkauft.

### Einsätze im Fernen Osten
Als der Krieg in Europa ausbrach befanden sich Thanet und Thracian in Hongkong, während Tenedos und Scout auf dem Weg nach Singapur waren, um dort im drohenden Kriegsfall defensive Minensperren auszubringen. Um Platz für etwa 40 Minen zu haben, hatten die Zerstörer ihre Heckgeschütze und die Torpedorohrsätze von Bord gegeben.
Beide Zerstörer begannen am 4. September 1939 mit der Auslegung der geplanten Sperren. Die Scout unternahm nach einer Woche wieder normale Kontrollfahrten und kehrte im Oktober nach Hongkong zurück. Die Tenedos verlegte noch bis zum 17. defensive Minen, blieb dann zusammen mit der einige Tage später eingetroffenen Stronghold in Singapur und wurde im November zum U-Boot-Abwehrzerstörer umgerüstet.
Die Stronghold war die letzte Verstärkung der Hongkong Flotilla; Sturdy, Scimitar und Sardonyx, die bis 1940 auch dorthin verlegt werden sollten, verblieben in Europa (siehe vor).
Als Japan im Dezember 1941 die Alliierten angriff, gelang es Thanet und Scout noch rechtzeitig, Hongkong zu verlassen. Die zurückgelassene Thracian beteiligte sich an der erfolglosen Verteidigung der Kronkolonie und wurde Weihnachten 1941 selbst versenkt.

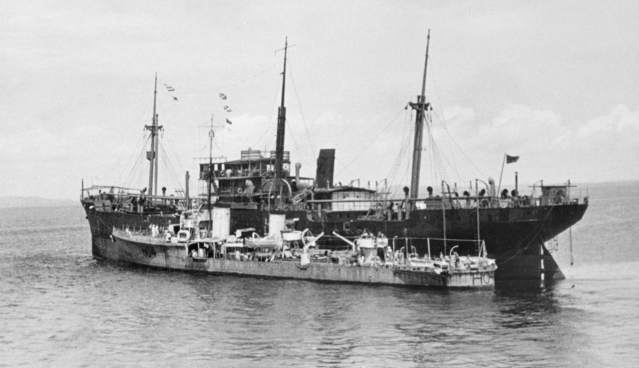
Die Tenedos am 3. Februar 1942 längsseits der Norah Mǿller in der Bangka-Straße

Nach der Absage eines Besuchs der Repulse mit Zerstörerbegleitung in Australien gehörte die Tenedos ab dem 8. Dezember zur Force Z, die aus Singapur zur Abwehr des japanischen Landungsverbands gegen Malaya auslief. Als am 10. Dezember 1941 die Repulse und die Prince of Wales der Force Z aus der Luft vernichtet wurden, hatte die Tenedos den Verband wegen Treibstoffmangels schon verlassen.

Die Scout lief mit vier US-Zerstörern der Force Z hinterher. Ihr Auslaufen war zu spät, um noch Schiffbrüchige zu retten. Die Scout fand noch die notgelandete Walrus der Repulse und schleppte sie nach Singapur.
Aus Hongkong kommend liefen Thanet und Scout über das niederländische Tarakan auf Borneo nach Singapur. Die durch den Verlust der Großkampfschiffe in die Defensive gedrängten Alliierten sicherten in der Folgezeit die Verstärkungs- und Versorgungskonvois sowie den Abtransport von Zivilisten aus den britischen Bereichen, die von den Japanern angegriffen wurden, wobei Scout and Tenedos der Western Striking Force der ABDA unterstellt wurden, während Thanet and Stronghold vorrangig Sicherungsaufgaben zum Schutz der vorgenannten Transporte durchführten.

Am 27. Januar 1942 ging die Thanet verloren, als sie mit der australischen Vampire versuchte, japanische Transporter vor der Ostküste Malayas bei Endau anzugreifen. Die Thanet sank im Feuer eines vom Leichten Kreuzer Sendai geführten Sicherungsverbandes mit vier großen Zerstörern, während die Vampire entkommen konnte.

Die Stronghold wurde am 2. März 1942 südlich von Java auf 12° 20'S / 112° 00' O vom Schweren Kreuzer Maya und zwei Zerstörern versenkt, als sie versuchte aus Tjilatjap nach Australien zu entkommen. 50 Überlebende, die von einem niederländischen Schiff gerettet wurden, gerieten dennoch in japanische Gefangenschaft, da sie an die Maya abgegeben wurden.

Scout und Tenedos konnten im März 1942 nach Ceylon entkommen. Dort wurde die nicht einsatzbereite Tenedos am 5. April 1942 in Colombo durch japanische Trägerflugzeuge versenkt.
Die Scout befand sich während des japanischen Angriffs mit der Mehrzahl der Einheiten der Eastern Fleet in See und verlegte schließlich mit den Schlachtschiffen der Revenge-Klasse nach Kilindini. Der Zerstörer blieb bis zum Dezember 1943 zur Sicherung von Transporten gegen U-Boote im Indischen Ozean im Einsatz. Eine in Bombay geplante Instandsetzung des Zerstörers wurde nach kurzer Zeit abgebrochen, da sie nicht mehr wirtschaftlich vertretbar erschien. Die Scout wurde daher als Wohnschiff hergerichtet und diente so ab Sommer 1944 den Zerstörern der Eastern Fleet mit dem Tender Woolwich in Trincomalee bis zum Kriegsende in Ostasien. Im Dezember 1945 verlegte die Scout dann in die Heimat, wo sie umgehend zum Abbruch verkauft wurde, der im März 1946 begann.

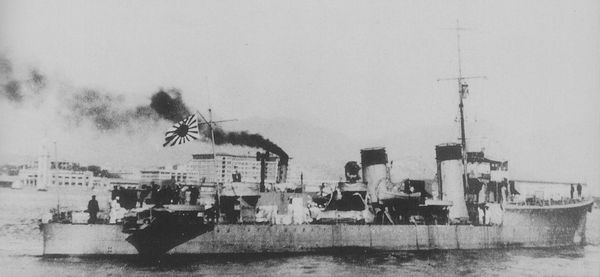
Thracian als japanisches Patrol Boat No. 101 1942

### Thracianin japanischen Diensten
Die in Hongkong in flachem Wasser selbstversenkte Thracian wurde von den Japanern im Juli 1942 gehoben und als Patrouillenboot Nr. 101 (第101号哨戒艇) am 25. November 1942 für die japanische Flotte in Dienst gestellt. Der ehemalige Zerstörer war neu bewaffnet und nutzte nur noch zwei Kessel, was die Maschinenleistung reduzierte und nur noch eine Höchstgeschwindigkeit von 25 kn ermöglichte.

Das Beuteschiff wurde dem Marine-Distrikt Yokosuka unterstellt und sicherte in diesem Bereich den japanischen Küstenverkehr. Im März 1944 wurde die ehemalige Thracian in Yokosuka Schul- und Versuchsschiff für japanische Radaranlagen. Nach der Kapitulation Japans wurde der alte Zerstörer dort entdeckt und im Oktober 1945 den Briten in Hongkong zurückgegeben. In der britischen Kronkolonie erfolgte dann ab Februar 1946 der Abbruch des Schiffs.

## Die Schiffe der S-Klasse
| Los  | Name                  | Bauwerft                   | BauN° | Kiellegung | Stapellauf | in Dienst | Bemerkung |
| ---- | --------------------- | -------------------------- | ----- | ---------- | ---------- | --------- | --- |
| 4.17 | Simoon G44/ H53       | John Brown                 | 472   | 30.05.17   | 26.01.18   | 3.18      | im Kriegseinsatz bei der 12th DF, im Januar 1931 zum Abbruch verkauft                                                                          |
|      | ScimitarG41/ H21      | John Brown                 | 473   | 30.05.17   | 27.02.18   | 13.04.18  | im Kriegseinsatz bei der 12th DF, 1947 zum Abbruch verkauft                                                                                    |
|      | Scotsman G30/ H52     | John Brown                 | 474   | 10.12.17   | 18.03.18   | 21.05.18  | im Kriegseinsatz bei der 12th DF, im Juli 1937 zum Abbruch verkauft                                                                            |
|      | Scout G35/ H51        | John Brown                 | 475   | 25.10.17   | 27.04.18   | 15.06.18  | im Kriegseinsatz bei der 12th DF, im Februar 1946 zum Abbruch verkauft                                                                         |
| 6.17 | Scythe G32/ H22       | John Brown                 | 476   | 14.01.18   | 25.05.18   | 8.07.18   | im Kriegseinsatz bei der 12th DF, im November 1931 zum Abbruch verkauft                                                                        |
|      | Seabear G29/ H23      | John Brown                 | 477   | 13.12.17   | 6.07.18    | 9.18      | im Kriegseinsatz bei der 12th DF, im Februar 1931 zum Abbruch verkauft                                                                         |
|      | Seafire G68/ H19      | John Brown                 | 478   | 27.02.18   | 10.08.18   | 11.17     | im Kriegseinsatz bei der 14th DF, im September 1936 zum Abbruch verkauft                                                                       |
|      | Searcher G72/ H20     | John Brown                 | 479   | 30.03.18   | 11.09.18   | 11.18     | im März 1936 zum Abbruch verkauft |
|      | Seawolf G47/ H07      | John Brown                 | 480   | 30.04.18   | 2.11.18    | 1.19      | im Februar 1931 zum Abbruch verkauft |
| 4.17 | Tribune F9A / D16     | White                      |       | 21.08.17   | 28.03.18   | 16.07.18  | Kriegseinsatz bei der 5th DF im Mittelmeer, im Dezember 1931 zum Abbruch verkauft                                                              |
|      | Trinidad G38 / D17    | White                      |       | 15.09.17   | 8.04.18    | 9.09.18   | im Kriegseinsatz bei der 12th DF, im Februar 1932 zum Abbruch verkauft                                                                         |
| 6.17 | Trojan G66 / H44      | White                      |       | 3.01.18    | 20.07.18   | 6.12.18   | im September 1936 zum Abbruch verkauft |
|      | Truant G23 / H98      | White                      |       | 14.02.18   | 18.09.18   | 17.03.19  | im November 1931 zum Abbruch verkauft |
|      | Trusty FA2 / H56      | White                      |       | 11.04.18   | 6.11.18    | 9.05.19   | im September 1936 zum Abbruch verkauft |
| 4.17 | Senator G36 / D02     | Denny                      | 1098  | 10.07.17   | 2.04.18    | 7.06.18   | Kriegseinsatz bei 5th DF im Mittelmeer. am 4. September 1922 nahe Smyrna gestrandet                                                            |
|      | Sepoy G26 / D03       | Denny                      | 1099  | 6.08.17    | 22.05.18   | 6.08.18   | im Kriegseinsatz bei der 12th DF, im Juli 1932 zum Abbruch verkauft                                                                            |
|      | Seraph G60 / D04      | Denny                      | 1100  | 4.10.17    | 8.07.18    | 25.12.18  | im Kriegseinsatz bei der 14th DF, im Mai 1934 zum Abbruch verkauft                                                                             |
| 6.17 | Serapis F21 / D58     | Denny                      | 1101  | 4.12.17    | 17.09.18   | 21.03.19  | im Januar 1934 zum Abbruch verkauft |
|      | Serene F7A / H25      | Denny                      | 1102  | 2.02.18    | 30.11.18   | 30.04.19  | im September 1936 zum Abbruch verkauft |
|      | Sesame F5A / H35      | Denny                      | 1103  | 13.03.18   | 30.12.18   | 28.03.19  | im Mai 1934 zum Abbruch verkauft |
| 4.17 | Shark FA1 / D05       | Swan Hunter                | 1069  | 14.09.17   | 9.04.18    | 10.07.18  | Kriegseinsatz bei der 5th DF im Mittelmeer, im Februar 1931 zum Abbruch verkauft                                                               |
|      | Sparrowhawk G53 / D08 | Swan Hunter                | 1071  | 18.09.17   | 14.05.18   | 4.09.18   | im Kriegseinsatz bei der 14th DF, im Februar 1931 zum Abbruch verkauft                                                                         |
|      | Splendid G57 / D11    | Swan Hunter                | 1073  | 24.10.17   | 10.07.18   | 29.10.18  | im Kriegseinsatz bei der 14th DF, im Januar 1931 zum Abbruch verkauft                                                                          |
| 6.17 | Tilbury G37 / H38     | Swan Hunter                | 1081  | 11.17      | 13.06.18   | 17.09.18  | Kriegseinsatz bei der 5th DF im Mittelmeer, im Februar 1931 zum Abbruch verkauft                                                               |
|      | Tintagel G51 / H89    | Swan Hunter                | 1083  | 12.17      | 9.08.18    | 12.18     | im Februar 1932 zum Abbruch verkauft |
|      | Sportive G48 / D12    | Swan Hunter                | 1085  | 2.18       | 19.09.18   | 12.18     | im September 1936 zum Abbruch verkauft |
|      | Stalwart F4A / H4A    | Swan Hunter                | 1087  | 4.18       | 23.10.18   | 4.19      | 27. Januar 1920 RAN, ab Dezember 1925 Reserve, Juni 1937 zum Abbruch verkauft                                                                  |
| 4.17 | Sikh H94 / D06        | Fairfield                  | 571   | 8.17       | 7.05.18    | 29.06.18  | Kriegseinsatz bei der 5th DF im Mittelmeer, im Juli 1927 zum Abbruch verkauft                                                                  |
|      | Sirdar G27 / D59      | Fairfield                  | 572   | 30.08.17   | 6.07.18    | 6.09.18   | im Kriegseinsatz bei der 12th DF, im Mai 1934 zum Abbruch verkauft                                                                             |
|      | Somme G52 / D07       | Fairfield                  |       | 11.17      | 10.09.18   | 4.11.18   | im Kriegseinsatz bei der 14th DF, im August 1932 zum Abbruch verkauft                                                                          |
| 6.17 | Spear G55 / D09       | Fairfield                  | 582   | 3.18       | 9.11.18    | 27.12.18  | im Juli 1926 zum Abbruch verkauft |
|      | Spindrift G21 / H57   | Fairfield                  | 583   | 4.18       | 30.12.18   | 2.04.19   | im Juli 1936 zum Abbruch verkauft |
| 4.17 | Success F1A / H5A     | Doxford                    | 522   | 17         | 29.06.18   | 4.19      | 27. Januar 1920 RAN, ab Mai 1930 Reserve, Juni 1937 zum Abbruch verkauft                                                                       |
|      | Shamrock F50 / H06    | Doxford                    | 524   | 11.17      | 26.08.18   | 16.09.19  | im September 1945 zum Abbruch verkauft |
|      | Shikari D85           | Doxford / Chatham Dy       | 526   | 15.01.18   | 14.07.19   | 4.24      | im November 1945 zum Abbruch verkauft |
| 4.17 | Swallow F73 / D14     | Scotts                     | 491   | 9.17       | 1.08.18    | 27.09.18  | Kriegseinsatz bei der 10th DF, im September 1936 zum Abbruch verkauft                                                                          |
|      | Swordsman F3A / H8A   | Scotts                     | 480   | 17         | 28.12.18   | 3.19      | 27. Januar 1920 RAN, ab Dezember 1929 Reserve, Juni 1937 zum Abbruch verkauft                                                                  |
| 6.17 | Strenuous G64 / H03   | Scotts                     | 493   | 3.18       | 9.11.18    | 1.19      | im August 1932 zum Abbruch verkauft |
|      | Stronghold F8A / H50  | Scotts                     | 494   | 3.18       | 6.05.19    | 2.07.19   | am 4. März 1942 südlich von Java versenkt |
|      | Sturdy F96 / H28      | Scotts                     | 495   | 4.18       | 9.11.18    | 15.10.19  | am 30. Oktober 1940 bei Tiree gestrandet. |
| 4.17 | Steadfast F99 / H37   | Palmers                    | 881   | 9.17       | 8.08.18    | 3.19      | im Juli 1934 zum Abbruch verkauft |
|      | Sterling FA3 / H31    | Palmers                    | 882   | 10.17      | 8.08.18    | 3.19      | im August 1932 zum Abbruch verkauft |
| 6.17 | Stonehenge F99 / H37  | Palmers                    | 887   | 3.18       | 19.03.19   | 3.19      | am 6. November 1920 nahe Smyrna aufgelaufen, Totalschaden                                                                                      |
|      | Stormcloud D89 / H05  | Palmers                    | 888   | 5.18       | 30.05.19   | 28.01.20  | im Juli 1934 zum Abbruch verkauft |
| 4.17 | Sabre G56 / H18       | Stephen                    | 487   | 10.09.17   | 23.09.18   | 9.11.18   | im Kriegseinsatz bei der 14th DF, im November 1945 zum Abbruch verkauft                                                                        |
|      | Saladin F0A /H54      | Stephen                    | 488   | 10.09.17   | 17.02.19   | 11.04.19  | im Juni 1947 zum Abbruch verkauft |
| 6.17 | Sardonyx F34 / H26    | Stephen                    |       | 25.03.18   | 27.05.19   | 12.07.19  | im September 1945 zum Abbruch verkauft |
|      | Saturn u. Sycamore    | Stephen                    |       |            |            |           | Aufträge 1919 storniert |
| 6.17 | Turbulent F55 / H34   | Hawthorn Leslie            | 509   | 14.11.17   | 29.05.19   | 10.10.19  | im August 1936 zum Abbruch verkauft |
|      | Tenedos FA4 / H04     | Hawthorn Leslie            | 510   | 6.12.17    | 21.10.18   | 11.06.19  | am 5. April 1942 in Colombo versenkt, 1944 verschrottet                                                                                        |
|      | Thanet G24 / H29      | Hawthorn Leslie            | 511   | 13.12.17   | 5.11.18    | 10.08.19  | am 27. Januar 1942 vor Endau versenkt |
|      | Thracian GA4 / D86    | Hawthorn Leslie/ Sheerness | 512   | 17.01.18   | 5.03.20    | 21.04.20  | in Hongkong 1941 gesunken, Oktober 1942 in japanischen Diensten, ab Februar 1946 verschrottet                                                  |
| 6.17 | Tactician G54 / H99   | Beardmore                  | 589   | 21.11.17   | 7.08.18    | 23.10.18  | im Kriegseinsatz bei der 14th DF, im Februar 1931 zum Abbruch verkauft                                                                         |
|      | Tara G62 / H92        | Beardmore                  | 590   | 21.11.17   | 12.10.18   | 9.12.18   | im Dezember 1931 zum Abbruch verkauft |
|      | Tasmania G97 /H7A     | Beardmore                  | 591   | 18.12.17   | 22.11.18   | 29.01.19  | 27. Januar 1920 RAN, ab Januar 1928 Reserve, Juni 1937 zum Abbruch verkauft                                                                    |
|      | Tattoo F2A / H6A      | Beardmore                  | 592   | 21.12.17   | 28.12.18   | 7.04.19   | 27. Januar 1920 RAN, 19. Juni 1936 gestrichen, Juni 1937 zum Abbruch verkauft                                                                  |
| 4.17 | Torch G33 / D15       | Yarrow                     | 1425  | 4.17       | 16.03.18   | 11.05.18  | im Kriegseinsatz bei der 12th DF, im November 1929 zum Abbruch verkauft                                                                        |
|      | Tomahawk G34 / D79    | Yarrow                     | 1426  | 4.17       | 11.05.18   | 8.07.18   | im Kriegseinsatz bei der 12th DF, erhielt 1922 einen Turbinensatz der Tryphon, im Juni 1928 zum Abbruch verkauft                               |
|      | Tryphon G42           | Yarrow                     | 1427  | 4.17       | 22.06.18   | 9.18      | im Kriegseinsatz bei der 12th DF, am 5. Mai 1919 vor Tenedos gestrandet, wegen Unwirtschaftlichkeit einer Reparatur 1920 verschrottet          |
| 6.17 | Tumult G58 / D18      | Yarrow                     |       | 6.17       | 17.09.18   | 12.18     | im Oktober 1928 zum Abbruch verkauft |
|      | Turquuoise G22 / H02  | Yarrow                     | 1437  | 6.17       | 9.11.18    | 3.19      | im Januar 1932 zum Abbruch verkauft |
|      | Tuscan FA5 / D80      | Yarrow                     | 1438  | 6.17       | 1.03.19    | 24.06.19  | im August 1932 zum Abbruch verkauft |
|      | Tyrian D84 / H01      | Yarrow                     | 1439  | 6.17       | 2.07.19    | 23.12.19  | im Februar 1930 zum Abbruch verkauft |
| 4.17 | Speedy G36            | Thornycroft                | 961   | 5.17       | 1.06.18    | 14.08.18  | im Kriegseinsatz bei der 12th DF, am 24. September 1922 nach Kollision im Marmarameer gesunken                                                 |
|      | Tobago G61            | Thornycroft                | 962   | 5.17       | 15.07.18   | 2.10.18   | im Kriegseinsatz bei der 14th DF, am 12. November 1920 Minentreffer im Schwarzen Meer, wegen Unwirtschaftlichkeit einer Reparatur verschrottet |
| 6.17 | Torbay F35 / H24      | Thornycroft                | 968   | 11.17      | 6.03.19    | 17.07.19  | März 1928 RCN: Champlain, im Februar 1937 zum Abbruch verkauft                                                                                 |
|      | Toreador F6A / H55    | Thornycroft                | 969   | 11.17      | 7.12.18    | 4.19      | März 1928 RCN: Vancouver, 1937 zum Abbruch verkauft                                                                                            |
|      | Tourmaline D83 / D10  | Thornycroft                | 970   | 1.18       | 12.04.19   | 12.19     | im November 1931 zum Abbruch verkauft |